# Latarnia Morska Krynica Morska
Latarnia Morska Krynica Morska – latarnia morska na polskim wybrzeżu Bałtyku, położona w mieście Krynica Morska (powiat nowodworski, województwo pomorskie), na Mierzei Wiślanej.
Latarnia znajduje się pomiędzy Latarnią Morską Gdańsk Port Północny a Latarnią Morską Bałtijsk (Rosja – obwód królewiecki).

## Informacje ogólne
Latarnia morska w Krynicy nie miała za zadania wskazywania drogi do portu, ale wypełnienie luki w systemie oznakowania pomiędzy Helem a Piławą (Bałtyjsk).
Latarnia jest administrowana przez Urząd Morski w Gdyni. Ma stożkowy kształt, u podstawy ma 6 metrów średnicy, a u szczytu 4,5 metra. Na szczyt latarni prowadzą schody przymocowane do ścian – wewnątrz latarnia jest pusta, wchodząc na górę widoczna jest sala wejściowa latarni na dole. Światło dają dwie żarówki o mocy 1000 W (220 V).
Znajduje się tu jedna z jedenastu stacji brzegowych na polskim wybrzeżu systemu AIS-PL projektu HELCOM, który umożliwia automatyczne monitorowanie ruchu statków w strefie przybrzeżnej. Antena stacji w Krynicy Morskiej ma wysokość 53 m n.p.m..

## Historia
Pruska Administracja Morska zdecydowała o budowie latarni morskiej na Mierzei Wiślanej na 29 metrowej wydmie położonej 300 metrów od Krynicy Morskiej. Po zaakceptowaniu projektu 29 metrowej wieży z budynkiem technicznym, przystąpiono do budowy, którą zakończono po roku. Została ona zbudowana przez elbląskiego rzemieślnika Edwarda Stacha. 1 maja 1895 roku światło na krynickiej latarni rozbłysło po raz pierwszy. Na czworokątnym cokole stała 19 metrowa, okrągła, ceglana wieża zakończona ośmiokątnym granitowym gzymsem i laterną w kolorze szarym. Na laternie zainstalowano obrotowy aparat Fresnela III klasy z niemieckiej firmy Picht & Co. zasilany początkowo olejem, później benzolem, gazem, aż do 1938, kiedy wprowadzono zasilanie elektryczne.
W dniu 3 maja 1945 roku, zaminowana przez wycofujących się Niemców, latarnia uległa zniszczeniu grzebiąc pod swoimi gruzami kilku żołnierzy radzieckich.
Prawie trzy lata Krynica Morska nie posiadała oznakowania nawigacyjnego. W 1948 roku, decyzją Urzędu Morskiego w Gdyni, zainstalowano prowizoryczne światło o widzialności 10 Mm na wieżyczce domu wczasowego „Bałtyk” (dawny hotel"Kaiserhof"). Światło to widoczne było z Zatoki Gdańskiej i miejscowości po drugiej stronie zalewu: Tolkmicka, Fromborka i Suchacza.
Trzy lata później ukończono budowę nowej latarni, wraz z budynkami technicznymi, która stanęła 15 metrów od ruin starej. Autorem projektu był prof. Stanisław Puzyna z Politechniki Gdańskiej. Konstrukcję wykonano z prefabrykowanych bloczków betonowych łączonych pionowymi wkładkami ze stali zbrojonej i poziomymi wieńcami zbrojonymi, co szóstą warstwę bloczków. U dołu wieża ma średnicę 6 metrów, u góry 4,5 metra a całkowita wysokość wynosi 26,5 metra. W laternie na wysokości 53 m n.p.m. umieszczono urządzenie optyczno – świetlne, składające się z cylindrycznej soczewki średnicy 1000 mm i dwupozycyjnego zmieniacza z 2 żarówkami o mocy 1000 W każda, o zasięgu 19,5 Mm. Nowa latarnia została uroczyście otwarta 25 sierpnia 1951 roku. W latach 1957–1997 pełniła również funkcję radiolatarni i nadawała alfabetem Morse'a sygnał "KM".
Latarnia została przedstawiona na polskim znaczku pocztowym o numerze katalogowym 4093, wydanym przez Pocztę Polską w obiegu od 29 maja 2006 roku.

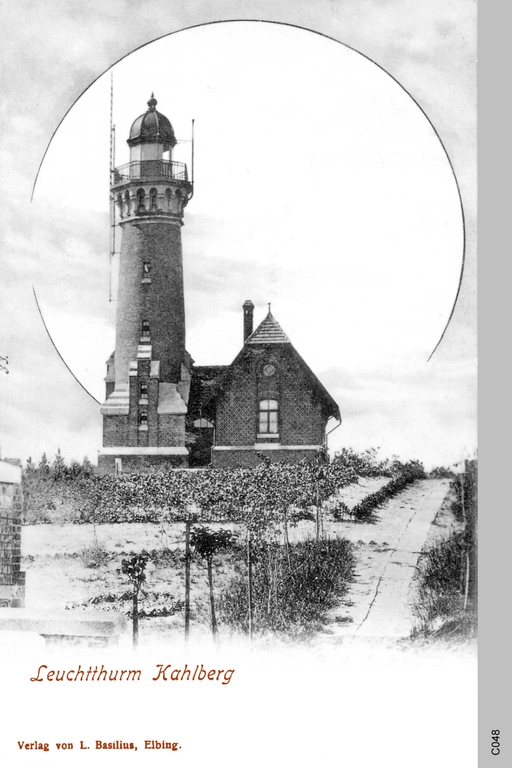
Latarnia Morska z 1895 r., zniszczona w 1945 r.
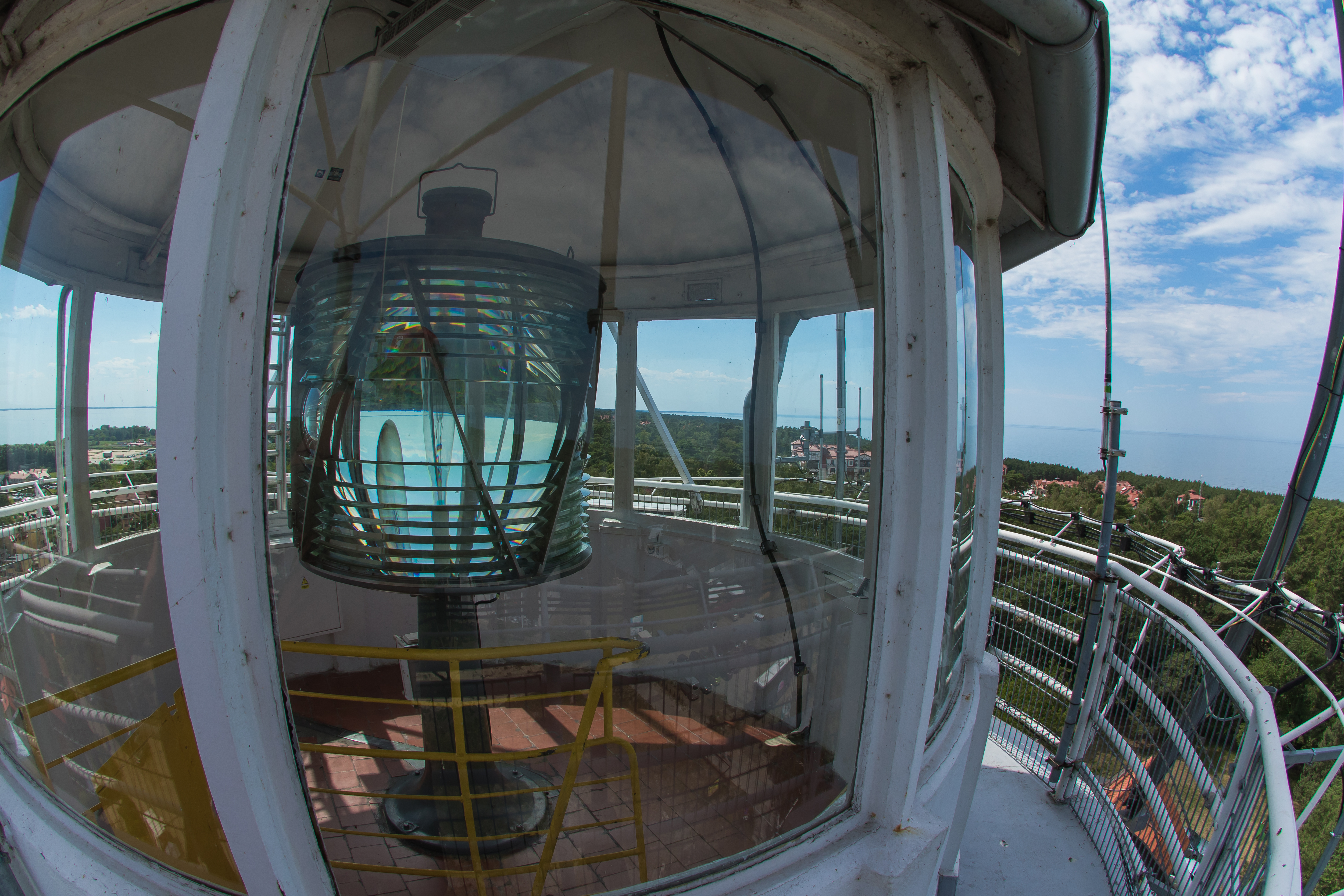
Aparat optyczny w latarni widziany z tarasu
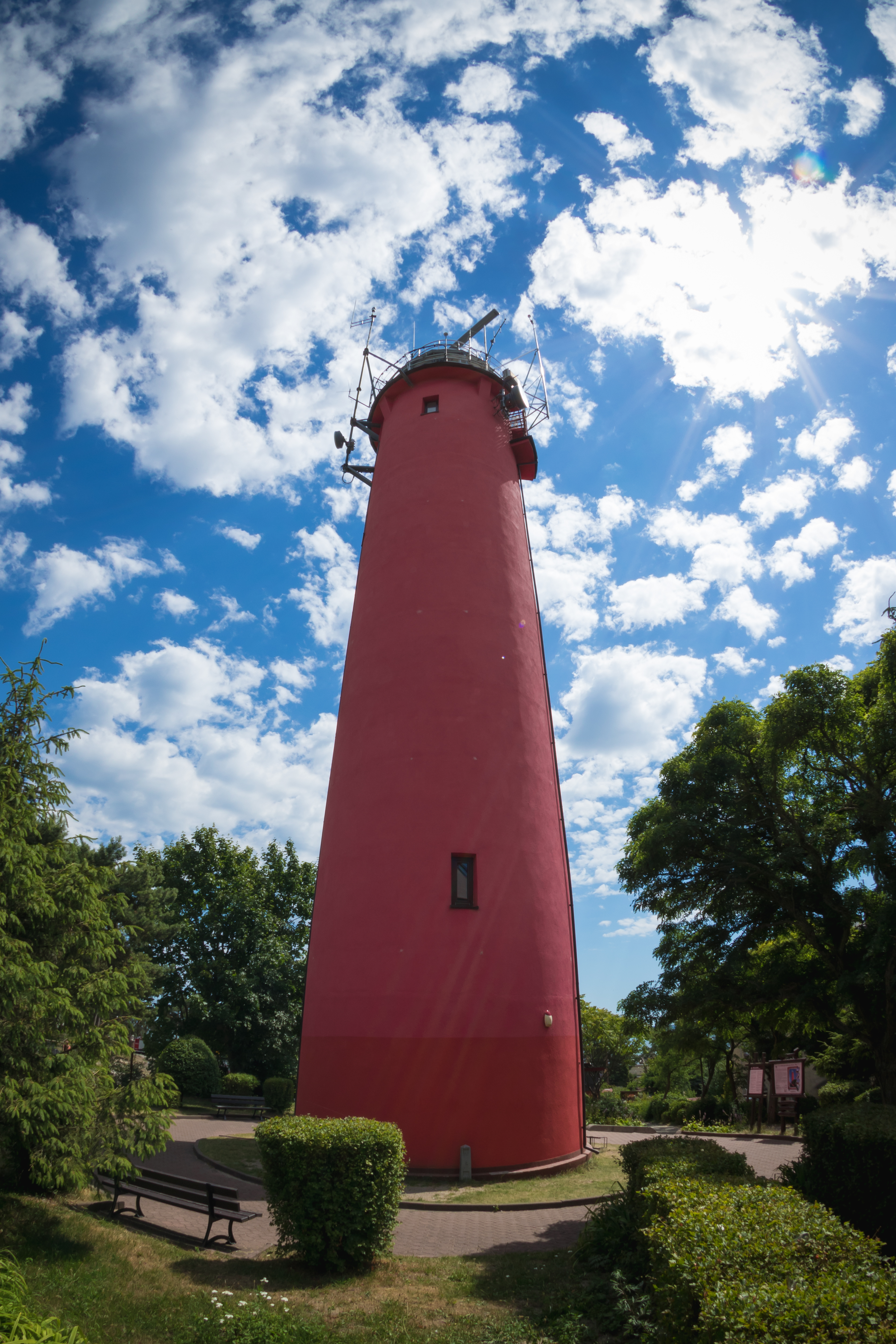
Latarnia widziana od strony budynku latarników
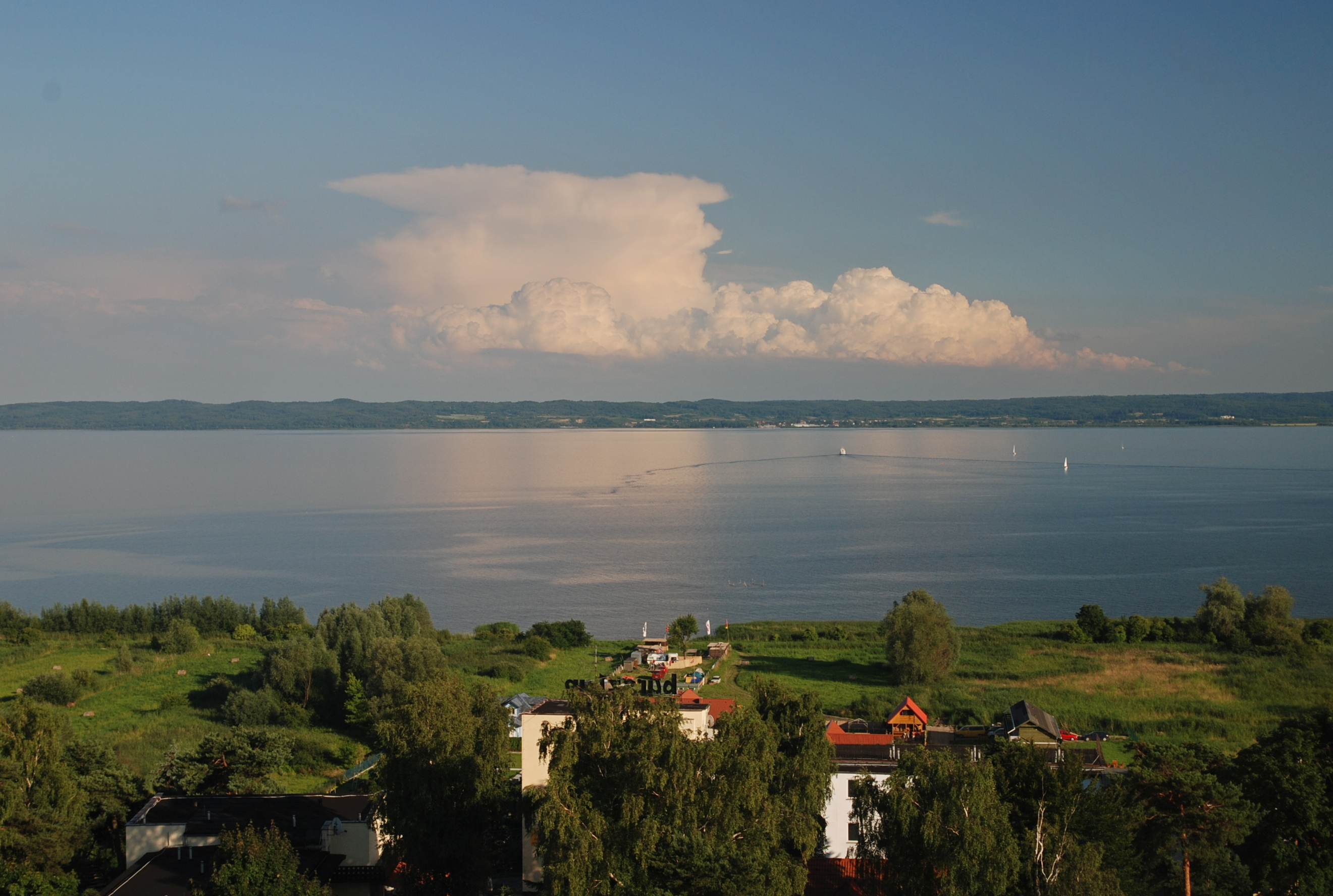
Widok z latarni na Zalew Wiślany

## Dane techniczne
- Położenie: 54°23'07,2" N 19°27'03,6" E
- Wysokość wieży: 26,50 m[1]
- Wysokość światła: 53,00 m n.p.m.[1]
- Zasięg nominalny światła: 18 Mm (33,336 km)[1]
- Charakterystyka światła: Blaskowe grupowe[1]
  - Blask: 2,0 s
  - Przerwa: 2,0 s
  - Blask: 2,0 s
  - Przerwa: 6,0 s
  - Okres: 12,0 s